# Mohamed Benyettou
Mohamed Benyettou (in arabo محمد بن يطو‎?; Mohammadia, 1º novembre 1989) è un calciatore algerino, attaccante dell'Al-Sailiya.

## Palmarès

### Club

#### Competizioni nazionali
- Campionato algerino: 1

ES Sétif: 2014-2015
- Supercoppa d'Algeria: 1

ES Sétif: 2015
- Coppa di Qatar: 1

Al-Wakrah: 2023-2024
- Seconda Divisione (Qatar): 1

Al-Sailiya: 2024-2025